# Banisilan
Banisilan is een gemeente in de Filipijnse provincie Cotabato op het eiland Mindanao. Bij de laatste census in 2007 had de gemeente bijna 37 duizend inwoners.

## Geografie

### Bestuurlijke indeling
Banisilan is onderverdeeld in de volgende 20 barangays:
| - Banisilan Poblacion - Busaon - Capayangan - Carugmanan - Gastay - Kalawaig - Kiaring - Malagap - Malinao - Miguel Macasarte | - Pantar - Paradise - Pinamulaan - Poblacion II - Puting-bato - Solama - Thailand - Tinimbacan - Tumbao-Camalig - Wadya |

## Demografie
Banisilan had bij de census van 2007 een inwoneraantal van 36.567 mensen. Dit zijn 1.028 mensen (2,9%) meer dan bij de vorige census van 2000. De gemiddelde jaarlijkse groei komt daarmee uit op 0,39%, hetgeen lager is dan het landelijk jaarlijks gemiddelde over deze periode (2,04%). Vergeleken met de census van 1995 is het aantal mensen met 7.215 (24,6%) toegenomen.

De bevolkingsdichtheid van Banisilan was ten tijde van de laatste census, met 36.567 inwoners op 577,22 km², 50,9 mensen per km².